# Sara Forbes Bonetta
Sara Forbes Bonetta, también llamada Sarah (1843 - 15 de agosto de 1880), fue una princesa Egbada del pueblo Yoruba de África occidental que quedó huérfana en la guerra entre tribus, vendida a la esclavitud y, en un giro notable de los acontecimientos, fue liberada y se convirtió en una ahijada de la reina Victoria del Reino Unido. Contrajo matrimonio con el capitán James Pinson Labulo Davies, un rico filántropo victoriano de Lagos.

## Primeros años

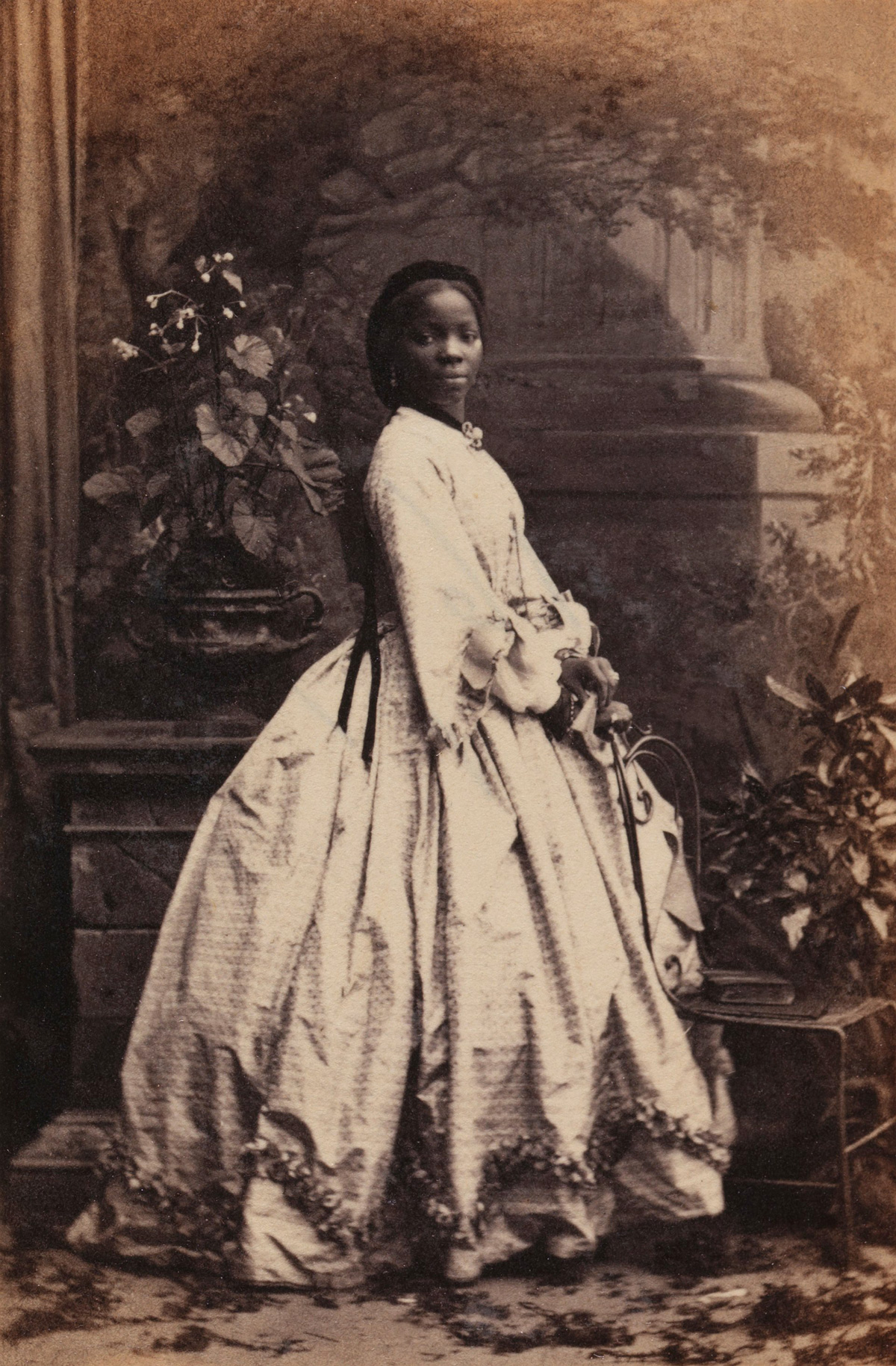
Sara Forbes Bonetta por Camille Silvy

Originalmente llamada Omoba Aina, nació en 1843 en Oke-Odan, un pueblo de Egbado. En 1848, Oke-Odan fue atacado por un ejército de Dahomey ; Los padres de Aina murieron durante el ataque y ella terminó en la corte del Rey Ghezo como esclava, a la edad de cinco años. Destinada por sus captores a convertirse en un sacrificio humano, fue rescatada por el capitán Frederick E. Forbes de la Royal Navy, quien convenció al rey Ghezo de Dahomey para que la entregara a la reina Victoria; "Ella sería un regalo del Rey de los Negros a la Reina de los Blancos", escribió Forbes más tarde.  
Forbes cambió su nombre a Sara Forbes Bonetta, Bonetta en honor a su nave HMS Bonetta.  En 1850, conoció a la reina, quien quedó impresionada por la inteligencia excepcional de la joven princesa, y tuvo a la niña, a quien llamó Sally. criada como su ahijada en la clase media británica En 1851, Sara desarrolló una tos crónica, que se atribuyó al clima de Gran Bretaña. Sus tutores la enviaron a la escuela en África en mayo de ese año, cuando tenía ocho años y regresó a Inglaterra en 1855, cuando tenía 12 años.  En enero de 1862, fue invitada y asistió a la boda de la hija de la reina Victoria, la princesa Alicia.

## Matrimonio y descendencia

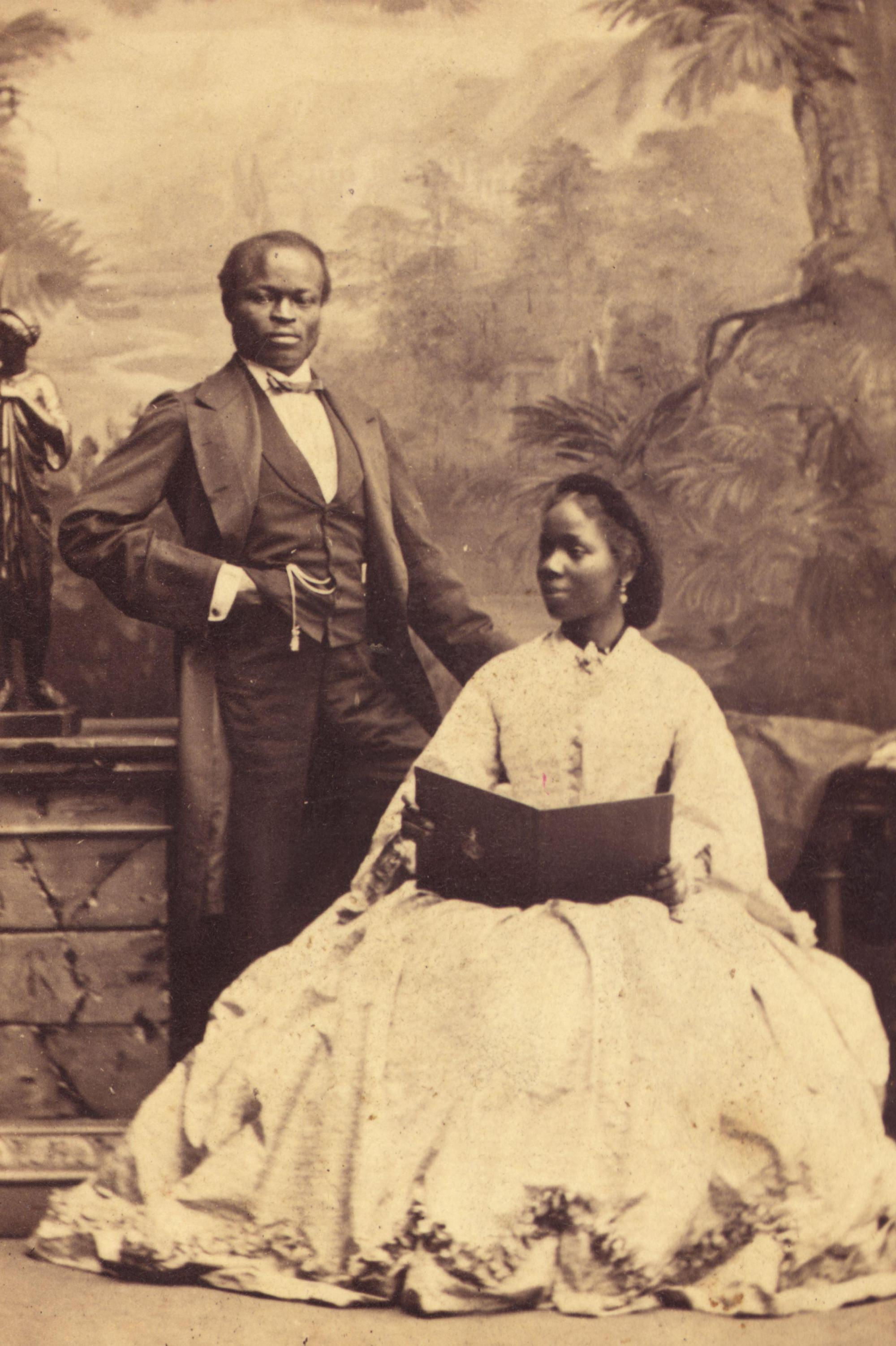
Un retrato de James Pinson Labulo Davies y Sara Forbes Bonetta, fotografiado en Londres en 1862 por Camille Silvy

Más tarde, la Reina le dio permiso para casarse con el Capitán James Pinson Labulo Davies en la Iglesia de San Nicolás en Brighton, Sussex Oriental, en agosto de 1862, después de un período que iba a pasar en la ciudad en preparación para la boda. Durante su tiempo posterior en Brighton, vivió en 17 Clifton Hill en el área de Montpelier.
El capitán Davies era un empresario yoruba de considerable riqueza, y después de su boda, la pareja regresó a su África natal, donde tuvieron tres hijos: Victoria Davies (1863), Arthur Davies (1871) y Stella Davies (1873). Sara Forbes Bonetta continuó disfrutando de una estrecha relación con la reina Victoria hasta el punto de que ella y el obispo Samuel Ajayi Crowther eran los únicos indios de Lagos que la Marina Real tenía órdenes permanentes de evacuar en caso de un levantamiento  Victoria Matilda Davies también fue una ahijada de la reina Victoria. Se casó con el exitoso doctor de Lagos John K. Randle.   Muchos de sus descendientes (y los de su hija) ahora viven en Inglaterra o en Sierra Leona, mientras que una rama separada, la aristocrática familia Randle de Lagos, sigue siendo prominente en la Nigeria contemporánea.

## Muerte y legado

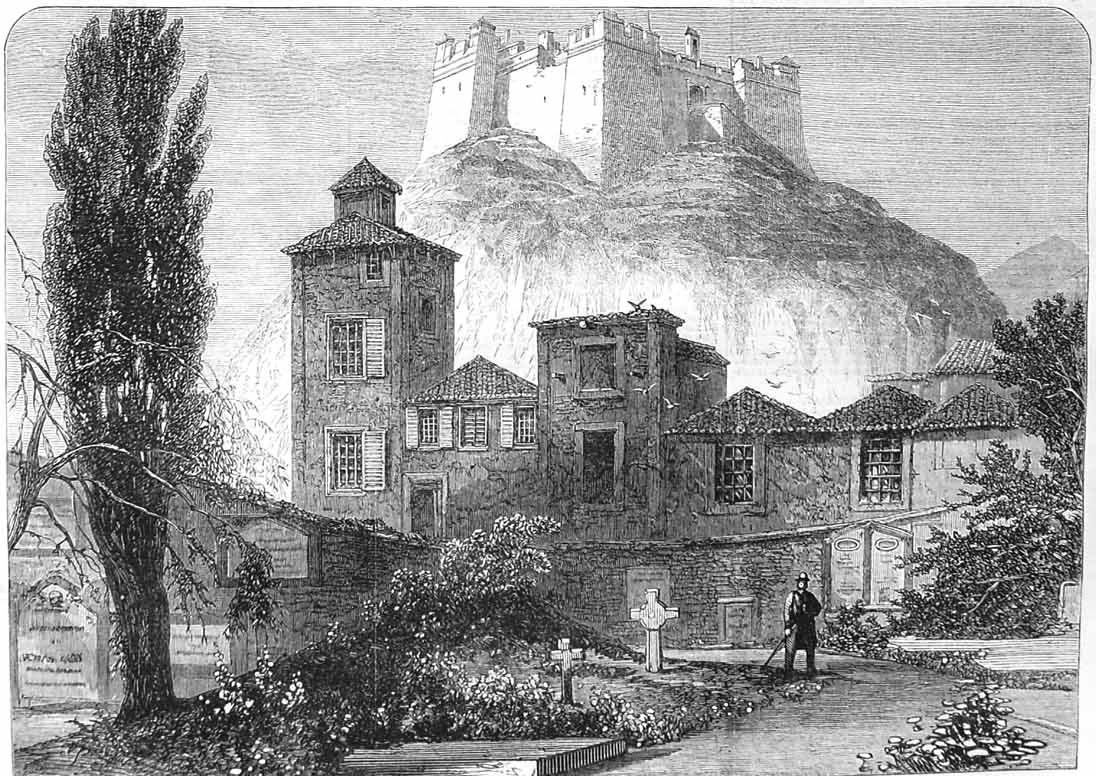
El cementerio inglés en Funchal, Madeira

Sara Forbes Bonetta murió de tuberculosis el 15 de agosto de 1880 en la ciudad de Funchal, la capital de la isla de Madeira, una isla portuguesa situada en el océano Atlántico. 
Su esposo, el capitán Davies, erigió un monumento en forma de obelisco de granito de más de ocho pies de altura en memoria suya, en Ijon, en el oeste de Lagos, donde había iniciado una granja de cacao.
La tumba de Sara es la número 206 en el Cementerio Británico de Funchal, cerca de la Iglesia Anglicana de la Santísima Trinidad.  Actualmente no hay lápida.